# Шкловська ратуша
Шкловська ратуша (біл. Шклоўская ратуша) — пам'ятка архітектури класицизму у місті Шклові.

## Історія
Після великої пожежі в 1769 р. власник Шклова князь Чарторийський вирішив перенести місто на нове місце, між високим правим берегом Дніпра і лівим берегом р. Шклавянка, на 2,5 км на північ від старого Шклова. Будівництво нового міста, згідно з письмовими джерелами, велося з 1769 до1778 р. Протягом 1770–1772 рр. був побудований новий ринок з ратушею і торговими рядами. Ратуша з головними магазинами розташовувалася в центрі цього торгового комплексу. З чотирьох кутів комплексу знаходилися комори, а посередині верхнього ряду — міські ваги. Система магазинів (половина виходила разом з ратушею на паперть, а половина на ринкові вулиці) дозволила сконцентрувати велику кількість (120) торгових майданчиків на відносно невеликій площі.
У довоєнний період будівлі знаходилися в задовільному стані й використовувалися, правда, можна відзначити певні втрати, зовнішні зміни й внутрішні перепланування (на головному фасаді ліквідовано балкон і отвір закладений до віконного, змінено завершення ратушної вежі, переплановано центральний об'єм північного крила магазинів, можливо, було втрачено східне крило магазинів, закладені деякі віконні прорізи і т. д.).
У 1999 році ратуша була відреставрована, а торгові ряди відбудовані заново в 2000 р. У новій будівлі розташовується гімназія, а в самій ратуші — шкільний музей.

## Архітектура
Ратуша являє собою прямокутну, близьку до квадрата в плані двоповерхову будівлю, накриту вальмовим дахом, по центру якого розміщена двоярусна восьмигранна вежа, розчленована пілястрами, і завершується вона граненим куполом з фігурним шпилем. На башті знаходився годинник, дзвін і оглядовий майданчик. Стіни будівлі ратуші також розчленовані пілястрами й прорізані прямокутними віконними прорізами. Перший поверх і пілястри декоровані пласким рустом. У першому ярусі є наскрізний проїзд. На другий поверх вели кутові двомаршеві сходи. На першому поверсі знаходилися різні службові приміщення. Основна частина приміщень груповалася на другому поверсі по сторонах короткого коридору. Під ратушею був підвал.

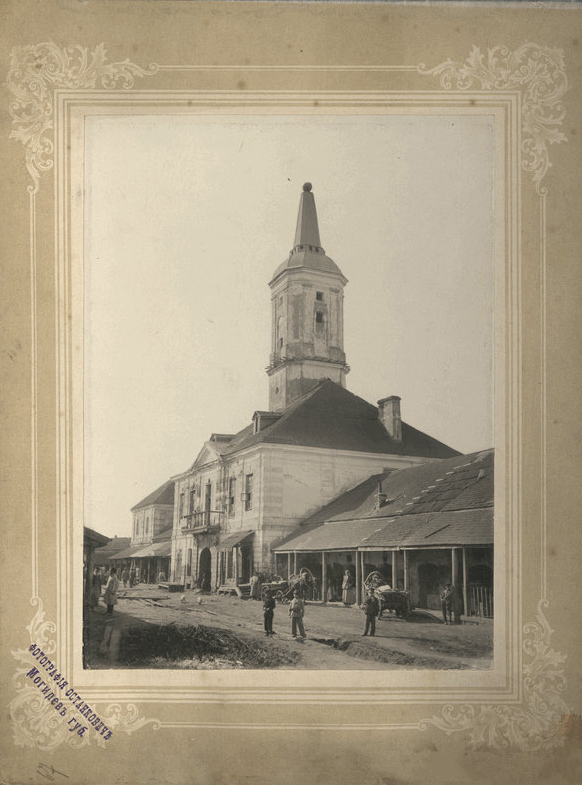
Шкловська ратуша в першій пол. XX ст.

З обох сторін до ратуші примикають одноповерхові торгові ряди, які створюють замкнуту композицію з великим внутрішнім двором. Магазини були орієнтовані арками у внутрішній двір і на вулицю, що дозволило на відносно невеликій площі сконцентрувати до 120 торгових приміщень. У східному і західному корпусах торгових рядів розташовуються проїзди. Північний корпус магазинів включає по центру одноповерхова з підвалом будівля схоже ратуші з вежею і наскрізним проїздом. У ньому розташовувалися складські приміщення. По кутах комплексу розташовуються двоповерхові квадратні в плані комори з шатровим покриттям. Фасади кутових будівель розчленований рустованими пілястрами.